# Stowford
Stowford – wieś i civil parish w Anglii, w Devon, w dystrykcie West Devon. W 2011 civil parish liczyła 303 mieszkańców. Stowford jest wspomniana w Domesday Book (1086) jako Staford/Estatforda.